# Brunkräm
Brunkräm är en populär benämning på en färgad dagcreme när den,  mot sminkösers rekommendationer, har en mörkare nyans än hudens egen. Brunkräm ger endast tillfällig färg, till skillnad från brun utan sol. Under 1970-talet, och igen under senare årtionden, användes ibland kastanjevatten i samma syfte. Båda kastanjevatten och brunkräm har dock den nackdelen att det är svårt att applicera så att färgen blir jämn. 